# Omikuji

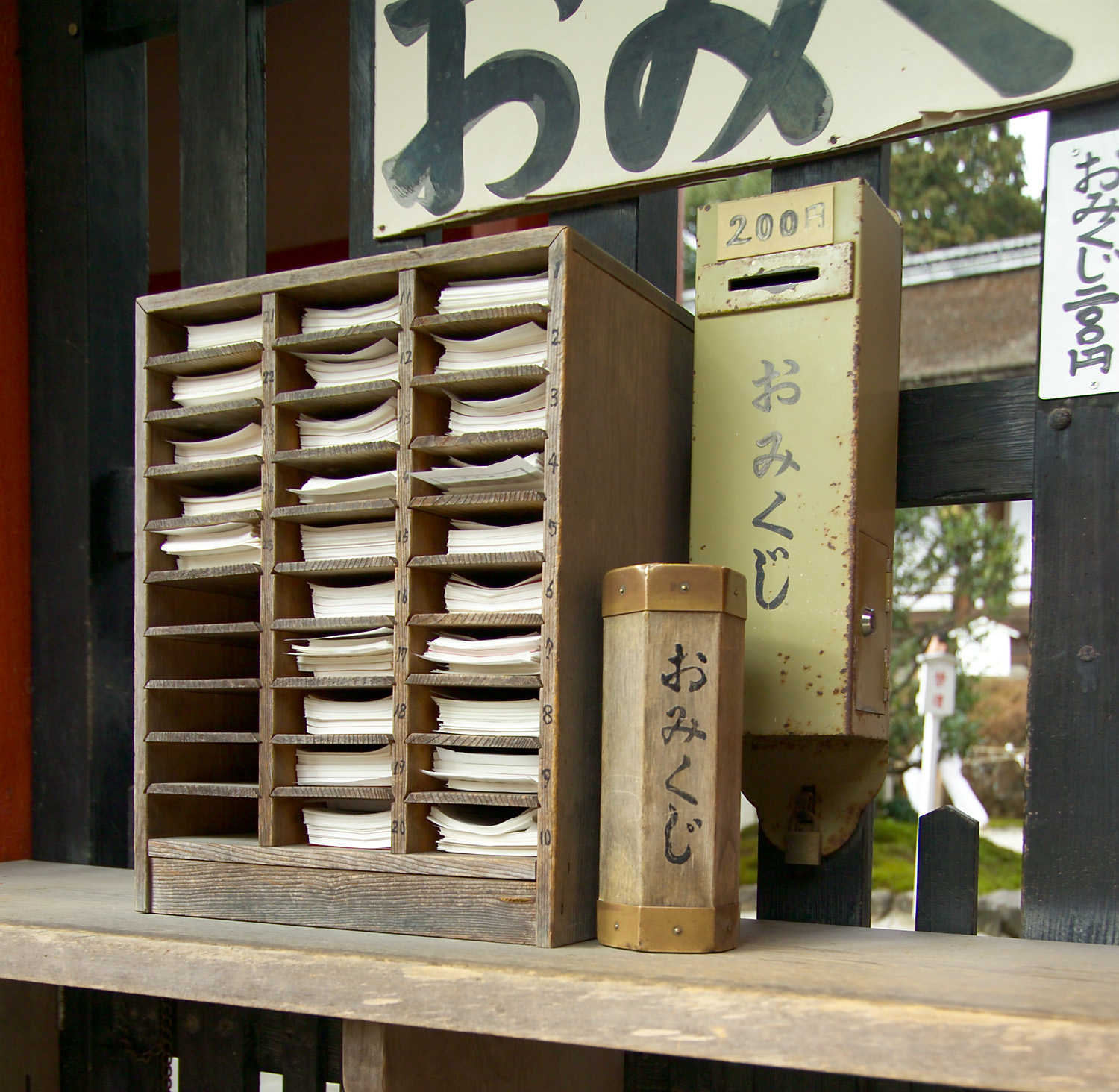
Im Kamigamo-Schrein erhältliche Omikuji. Die Box mit der Aufschrift 200 ist zur Bezahlung, die mit Messing beschlagene Holzbox enthält Anweisungen, welches Omikuji von denen im Regal zur Linken zu ziehen ist.

Omikuji (jap. 御神籤, 御御籤 oder おみくじ, übersetzt etwa „Lotterie-Orakel“, O- ist ein Honorativpräfix, daher auch manchmal nur Mikuji, 神籤, 御籤 oder みくじ) sind Papierstreifen, auf welche Wahrsagungen geschrieben und die in Shintō-Schreinen und buddhistischen Tempeln in Japan zu finden sind.
Omikuji erhält man gewöhnlich, indem man eine unter vielen zufällig ausgewählte Schachtel schüttelt und sich dabei ein bestimmtes Schicksal oder einfach nur Glück wünscht. Das Omikuji fällt dabei zusammengerollt aus einem kleinen Loch in der Schachtel. Es gibt allerdings auch andere Methoden, die Omikuji zu erhalten, vereinzelt gibt es sogar Automaten für Omikuji.
Entrollt man das Omikuji, so wird die jeweilige Wahrsagung sichtbar. Diese kann zum Beispiel eine der folgenden sein: Großes Glück (大吉 dai-kichi), Mittleres Glück (中吉 chū-kichi), Kleines Glück (小吉 shō-kichi), Glück (吉 kichi), Halbes Glück (半吉 han-kichi), Beinahe-Glück (末吉 sue-kichi), Beinahe-Kleines Glück (末小吉 sue-shō-kichi), Pech (凶 kyō), Kleines Pech (小凶 shō-kyō), Halbes Pech (半凶 han-kyō), Beinahe-Pech (末凶 sue-kyō), Großes Pech (大凶 dai-kyō).
Die Wahrsagungen der Omikuji können auf beliebige Aspekte des Lebens wie körperliche Gesundheit, beruflichen Erfolg oder Partnerschaftsfragen angewendet und interpretiert werden. Sollte die Voraussage schlecht sein, dann ist es Brauch, das Omikuji zusammenzufalten und es an einer Kiefer zu verknoten, die sich in der unmittelbaren Nähe des Tempels oder Schreins befindet, wo man das Omikuji erhalten hat. Eine mögliche Erklärung für diesen Brauch besagt, dass die japanischen Wörter Kiefer (松 matsu) und für warten (待つ matsu) Homophone sind und somit der Idee Ausdruck verleihen, das Unglück verweile von da an am Baum, anstatt sich an die Person zu heften. Falls das Omikuji jedoch Gutes vorhersagt, behält man es für gewöhnlich.
Der 21. Priester des Nishoyamada Schreins in Shūnan, Shigetane Miyamoto, entwickelte Japans ersten Verkaufsautomaten für die Omikuji. Berühmt ist beispielsweise der Automat mit dem mechanisierten traditionellen Löwentänzer (jap. 獅子舞) im Nishiki Tenmangu Schrein in Kyoto.

## Galerie

Omikuji – Verschiedene Orakellose
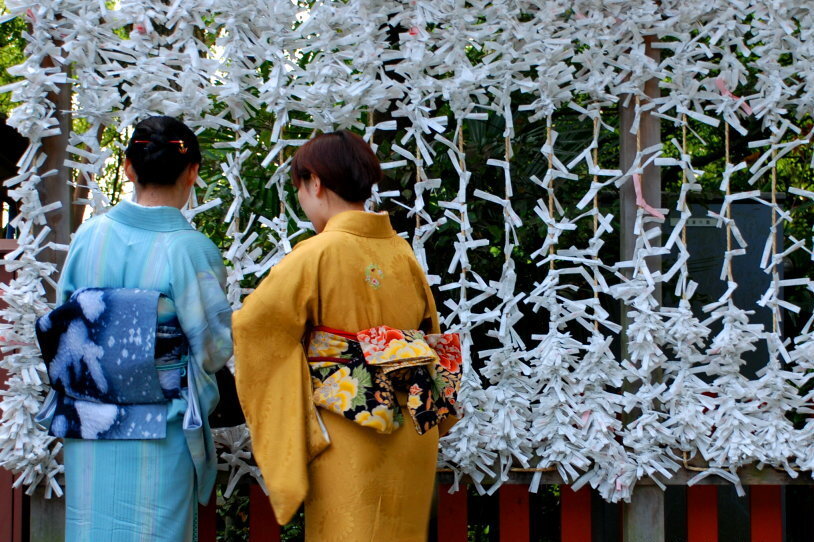
Omikuji am Tsurugaoka Hachiman-Schrein in Kamakura
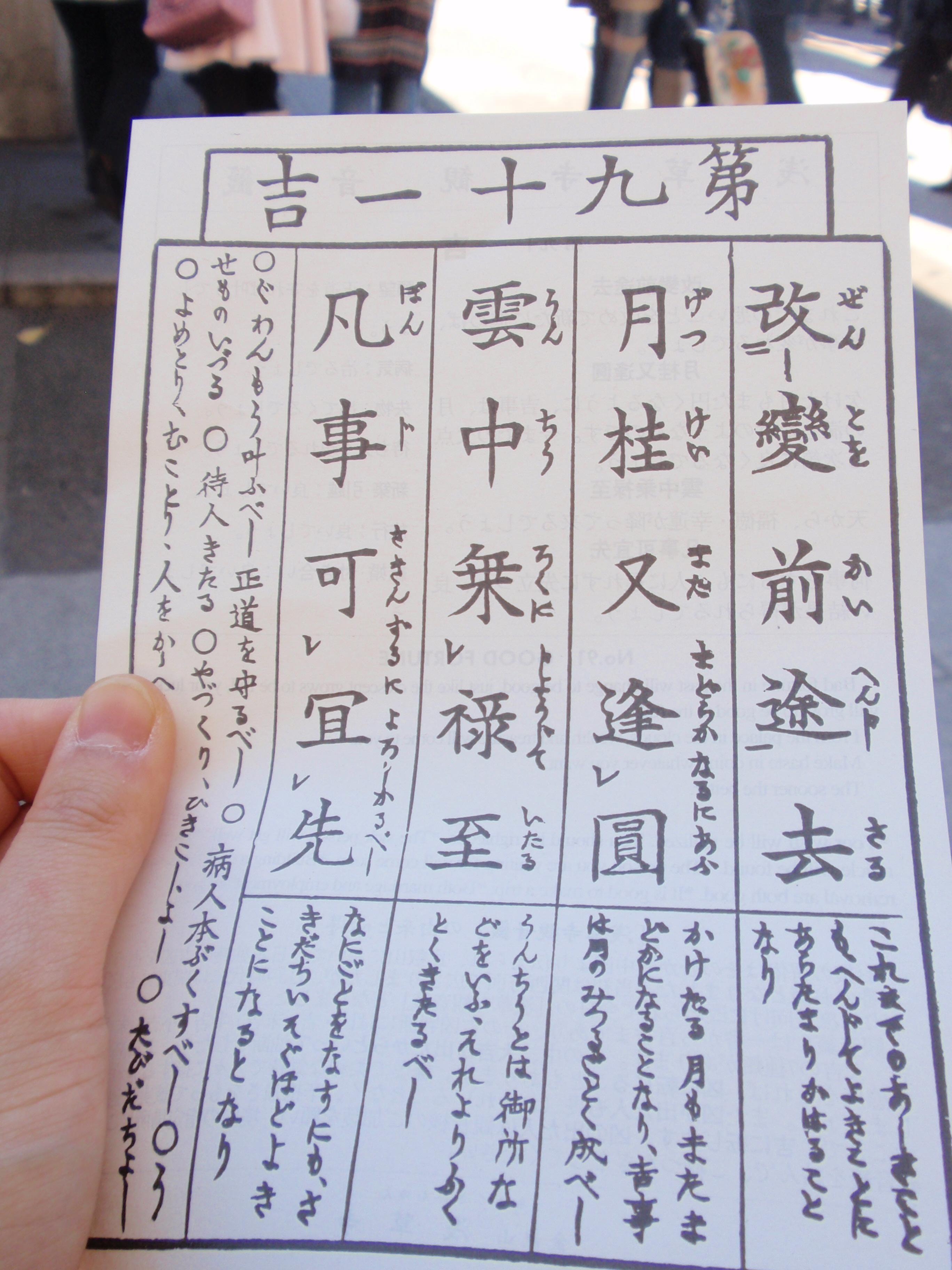
Glücks-Mikuji – 吉 kichi – eines Tempels in Japan
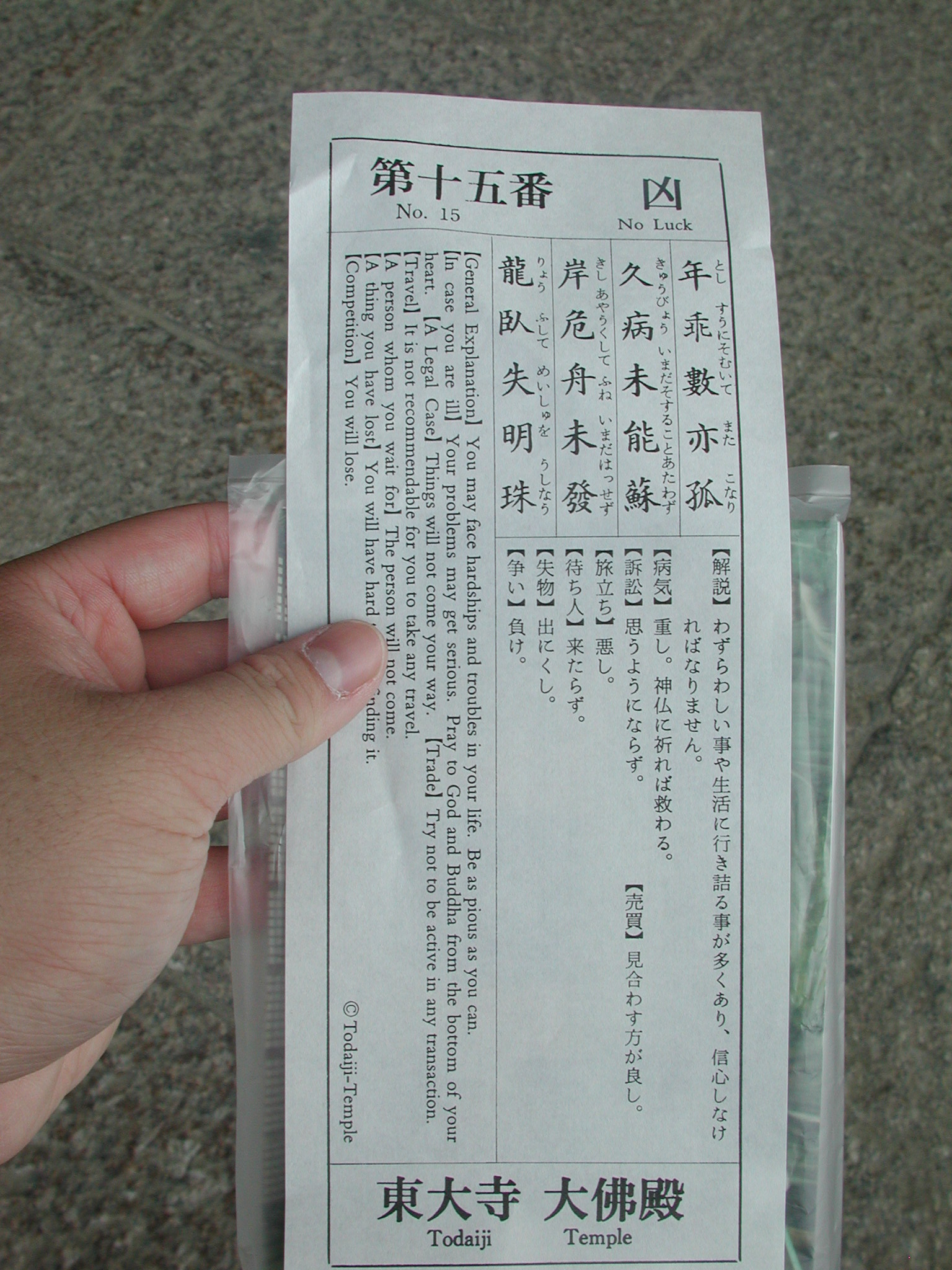
Pech-Mikuji – 凶 kyō – vom Tōdai-ji in Nara
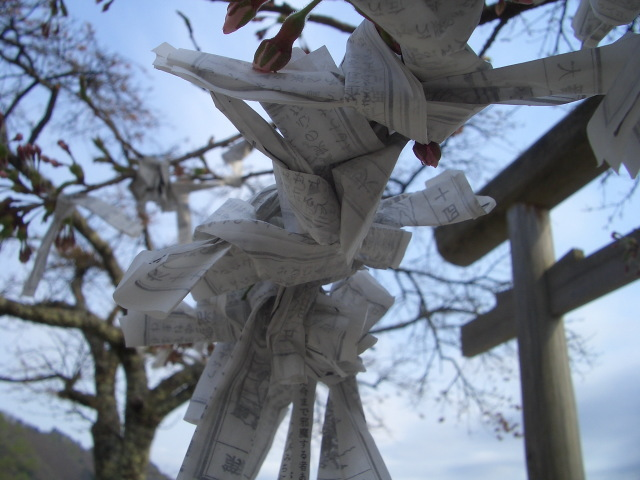
Ast mit verknoteten Mikuji
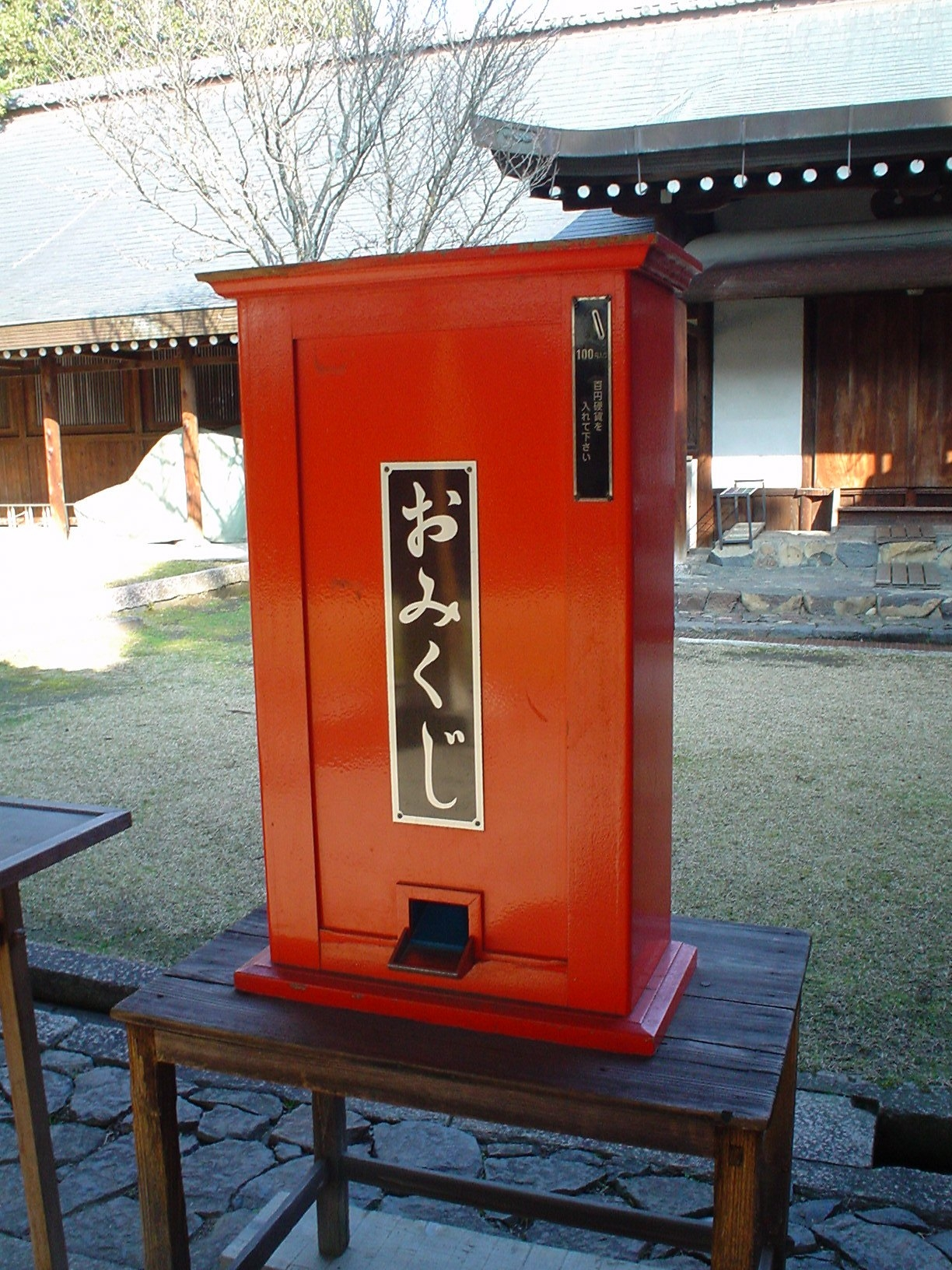
Omikuji-Automat im Himuro-Schrein in Nara
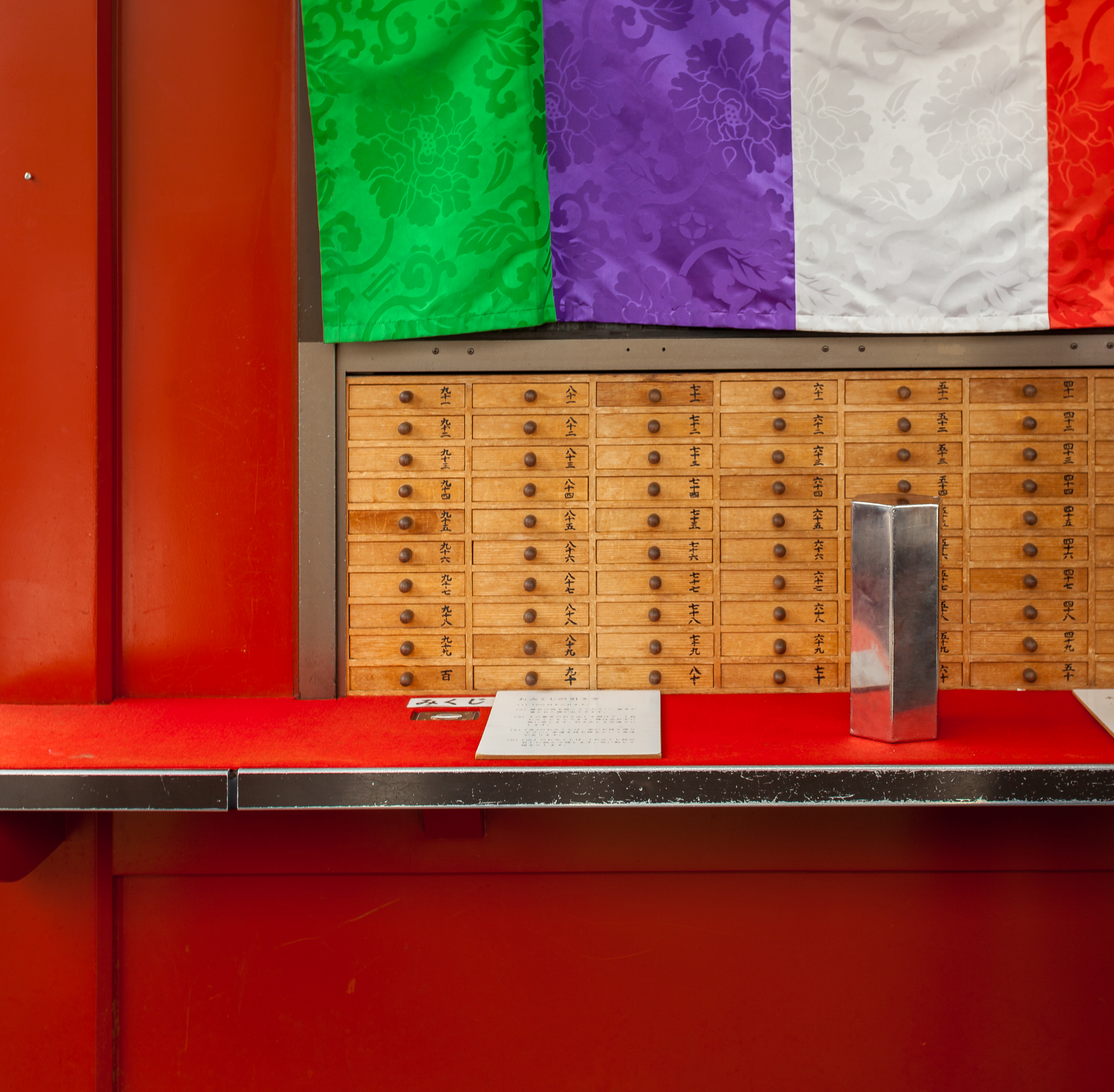
Omikuji, beim Sensō-ji Tempel, Tokio